# Новак, Леопольд
Леопольд Новак (нем. Leopold Nowak; 17 августа 1904, Вена — 27 мая 1991) — австрийский музыковед.

## Биография
Учился в Венской академии музыки как пианист и органист, затем в Венском университете у Гвидо Адлера и Роберта Лаха как музыковед. В дальнейшем преподавал в университете музыковедение (1932—1973). В 1946 году сменил Роберта Хааса на посту хранителя Музыкального отдела Австрийской национальной библиотеки в Вене, в восстановлении которой после разрушений полученных во время Второй мировой войны он участвовал.

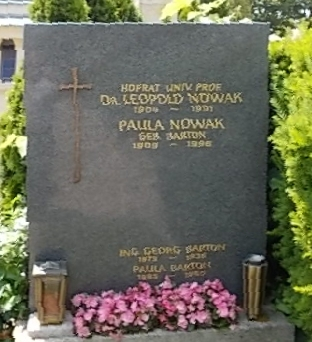
Могила Леопольда Новака

Основной вклад Новак внёс в изучение и издание наследия Антона Брукнера, подготовив публикации его симфоний, гораздо более корректные по сравнению с изданиями Хааса в отношении различения версий и редакций. Не менее значителен вклад Новака в исследование Реквиема Моцарта: по рукописям он сумел тщательно отделить авторский текст Моцарта от завершающего дополнения Зюсмайра, — за эту работу Новак в 1985 году был удостоен Большой Моцартовской медали. Кроме того, Новак написал ряд работ о произведениях Генриха Изаака, Йозефа Гайдна, Бетховена, об австрийской народной и средневековой музыке. Умер в 1991 году. Похоронен на Гринцингском кладбище в Вене (Grinzinger Friedhof).